# Ghassan Ibrahim

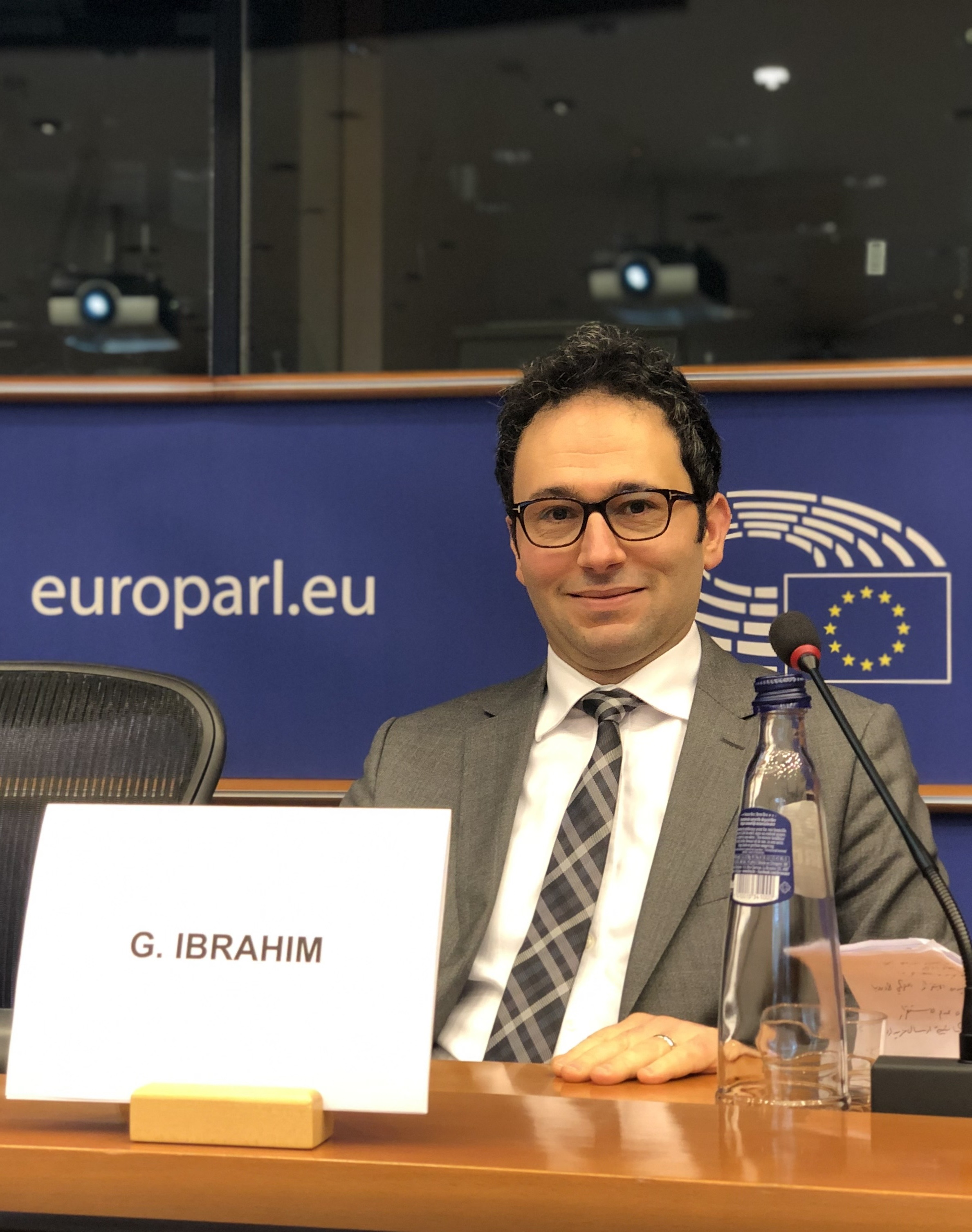
Ghassan Ibrahim vor dem Europäischen Parlament 2019

Ghassan Ibrahim (arabisch غسان إبراهيم, DMG Ġassān Ibrāhīm; * 1977 in Damaskus) ist ein syrischer Journalist und Chefredakteur des Global Arab Network.

## Ausbildung
Ibrahim studierte an der Universität Damaskus, wo er seinen B.Sc. in Wirtschaftswissenschaften und sein Aufbaustudium in Finanzen abschloss. Im Jahr 2000 kam er nach Großbritannien, um an der University of London zu studieren, wo er Kurse in Wirtschaft, Business und Medien absolvierte. Im Jahr 2006 gründete er Global Arab Network.

## Karriere
Ibrahim ist Chef vom Dienst der arabischen Abteilung bei Ahval in London, Forschungsmanager und Journalist bei Al-Arab Newspaper, der ersten arabischen Medienorganisation in London, die 1977 gegründet wurde. Er arbeitet als Berater für mehrere arabische Geschäftsleute und internationale Organisationen im Zusammenhang mit dem Nahen Osten und Nordafrika.